# 陳海琪
陳海琪（英語：Ocean Chan，1965年1月30日—），原名陳萍，香港唱片騎師，前香港數碼廣播數碼大聲台台長。她憑主持廣播節目《海琪的天空》而聞名，曾於香港商業電台（1984年至1986年；1993年至1994年）、香港電台（1986年至1993年；1996年至2004年；2018年至今）、新城電台（1994年至1996年）、香港數碼廣播及D100主持節目，並曾與梁翹柏創立Omlive.cc網上電台（2008年11月開台，2009年4月結業）。

## 背景
陳海琪原籍廣東海豐，早年於九龍鑽石山的木屋區生活，家有兩名胞妹。之後因木屋區大火而獲安排到慈雲山邨第40座居住。陳海琪就讀救世軍光慈學校，讀書成績一般，畢業後入讀寶血會金禧中學及德蘭中學（文科），並在調景嶺中學就讀預科。在校時參與校內聖詩班與笛隊活動。她小時候受家人常聽收音機廣播的習慣影響而產生當播音員的志願，希望可以通過電台報導天氣或新聞。1983年至1984年在沒有完成中六課程的情況下，便去報讀速記及秘書打字課程。19歲從收音機聽到香港商業電台關於唱片騎師招募的廣播，於是去報考，結果獲俞琤選中，接受湯正川訓練，由是於1984年入職商業電台當訓練生，在《空中俱樂部》內以「櫻子姑娘」名義介紹日本歌曲兩個月（後由顏聯武接手推介日本歌曲）。不久於商業一台正式獨立主持個人節目《音樂城》。
不過她只留在商業電台一年多，隨即於1986年應吳錫輝與葉漢良邀請跳槽香港電台，負責《輕談淺唱不夜天》、《海琪的天空》等節目，且憑後者成名。期間獲得「香港十大受歡迎節目及節目主持」獎和由香港廣播處頒發的「亞洲十大受歡迎主持」。1987年曾為陳百強填寫歌曲《夢裏人》的歌詞，繼而陸續為其他歌手填詞。礙於明白創作困難，所以沒有全力投身填詞人行業。陳海琪於1990年代曾離開香港電台，離職前擔任過香港電台外語歌音樂總監。同期為日本放送協會旗下日本國際廣播電台主持有關中國流行音樂的節目。
後來於1993年，陳海琪重返商業電台任音樂總監，負責策劃「叱吒樂壇流行榜」，1994年中再轉投新城電台出任新城勁歌台台長。任內籌辦「997香港勁爆流行音樂頒獎典禮」。亦將新城勁歌台改稱為新城997；金曲台則改稱為精選104；而Metro News也改稱為Metro Plus。其時她以出國留學為由跳槽，商業電台發出嚴正聲明，意指陳海琪毀約。自1996年起，陳因人事問題離開新城電台，並重返香港電台，一直工作至2004年離職。而香港電台監製何重恩於2001年對《海琪的天空》進行節目改革問題，陳與高層意見不合，以致她由第二台調到第一台。《海琪的天空》更名《不一樣的天空》，由鄭子誠及羅曼穎主持。但因為陳海琪當年高調於主持節目時表示要辭職，事後被時任廣播處處長朱培慶、香港電台中文台台長黃法之以及助理廣播處長邵盧善挽留。及後，她仍主持《海琪的天空》，節目直到2002年10月才停播。
2004年往後，她分別於DBC數碼電台、鳳凰Uradio以及D100網台任唱片騎師。而且為東方魅力娛樂集團擔任音樂顧問，又於2007年與音樂人梁翹柏成立「電橙娛樂文化公司，主要從事藝人發展與管理、網上音樂雜誌、音樂活動企劃、音樂製作、唱片宣傳與發行等業務。未幾於2008年至2009年間，梁、陳二人創立與營運 Omlive.cc 網上電台。到了2015年，陳海琪獲胡景邵賞識出任HMV音樂及藝術總監。2018年8月再次回到香港電台主持廣播節目《悠長假期》。2021年香港蘋果日報停刊前的數年間（2019年5月起）一直撰寫專欄【藍調時光】。

## 個人生活
陳海琪曾與北京搖滾歌手常寬拍拖逾5年，最後因長期相隔兩地，加上存在文化差異而分手。

## 電台節目

### 曾主持節目
- 商業一台：《空中俱樂部》裡三分鐘介紹日本歌曲環節《櫻子小姐》、《音樂城》、《成人知己》（與曾志偉搭擋主持）
- 商業二台：《音樂城》、《碟海琪兵》、《不再寂寞》、《週末流行曲琪》、《夜海琪情》、《海角天涯》（與郭啟華搭擋主持）
- 香港電台第一台：《輕談淺唱不夜天》（一、二台深宵聯播）、《夜傾情》（一、二台晚間聯播，與黃凱芹搭擋主持）、《小家小夫妻》、《午夜狂賓》、《巨獎之夜》、《一對寂寞的心》、《90男爭女鬥》、《海琪的天空》（1996年至2002年[25][2]；一、二、五台晚間聯播）
- 香港電台第二台：《琪想曲》、《AA與琪琪》（與區瑞強搭擋主持）、《樂在SUNDAY》、《樂壇超短波》、《香港大碟榜》、《本地唱片銷量榜》、《音樂至尊》、《縱橫四海》、《今夜守規矩》（與倪震搭擋主持）、《悠長假期》
- 新城勁歌台：《海琪的天空》、《新夜傾情》（與黃凱芹搭擋主持）
- 數碼大戲台：《海琪的天空》、《琪想曲》
- 數碼大聲台：《數碼的天空》、《事有QK》、《周末飲冰室》
- Omlive.cc：《海琪的天空》（2008年至2009年）[6]
- D100有聲台：《海琪的天空》（2011年至2013年）
- D100大聲台：《事有QK》、《琪文遁甲》
- D100香港台：《大國民》（？至2013年）
- 鳳鳳Uradio綜合台：《海琪的天空》（2013年至？）[6][26]
- 香港電台第二台：《悠長假期》（2018年8月5日至2024年3月31日，逢星期日黃昏6時至8時，辭職後由陳少寶《播好音樂》取代）

## 電視節目
旁白
- 1998年3月29日－1998年5月3日 山水傳奇第一輯（香港電台電視部製作，無綫電視播出）[27]
- 2015年12月－2016年1月 風雨夜歸人（港台電視31）

主持
- 2004年至2005年 香港直播（主持，無綫電視）
- 2012年至？ 海琪的天空（主持，NOW TV）
- 2018年9月24日－2018年10月12日 大星講（與陶傑搭擋主持、共15集，ViuTV）

嘉賓
- 1989年 夜班一族（第7集，無綫電視）
- 1994年 開心番埋嚟（第6及7集，無綫電視）
- 1995年 超級無敵獎門人（第1集，無綫電視）
- 2021年 開心大綜藝（第9集，無綫電視）
- 2021年 勁歌金曲（音樂導賞團，無綫電視）[28]

## 個人創作
填詞作品
- 1987年 陳慧嫻 - 沉寂午夜
- 1987年 陳百強 - 夢裡人
- 1987年 李克勤 - 製造渺茫
- 1987年 蔡楓華 - 誰的錯
- 1987年 雷安娜 - 請勿接近
- 1988年 黃寶欣 - 情濃原是痛
- 1988年 劉德華 - 孤零夢地
- 1989年 阮兆祥 - 從何找對
- 1988年 魏綺清 - 雨天雨點
- 1990年 草蜢 - 看海的日子
- 1990年 阮兆祥、周慧敏 - 一點情狂
- 1991年 劉彩玉 - 不碎的心

書籍
- 1988年 《不再寂寞》
- 1989年 《一場遊戲一場夢》
- 1989年 《舊愛新歡》（有聲書）
- 1989年 《傾情夜1990》
- 1990年 《傾情夜1990 一對寂寞心》
- 1990年 《陳海琪‧說甚麼愛》
- 1998年 《海琪的天空 Ocean's Sky》
- 1998年 《味盡情 Spring Fever》
- 1998年 《海琪 星座讀本》
- 2000年 《海琪的十二星座天空》
- 2000年 《I'm so happy Anita Mui》（筆錄梅艷芳生活點滴而成）
- 2002年 《海琪星座的天空》（一期漫畫 -〈天蠍座的女人〉及〈雙魚座的男人〉）

編劇
- 1989年 花心夢裡人
- 1997年 初纏戀后的2人世界

## 外部連結
- 陳海琪的新浪微博
- 海琪的天空 陳海琪個人Facebook專頁 （页面存档备份，存于）
- 陳海琪蘋果日報專欄【藍調時光】 （页面存档备份，存于）